# 비야디 S8
비야디 S8(영어: BYD S8)는 중국의 자동차 메이커인 비야디 자동차에서 2009년부터 2010년까지 생산했던 컨버터블 스포츠카이고, 2006년 상하이 모터쇼에서 프로토타입 모델이 최초로 공개되었다.

## 개요

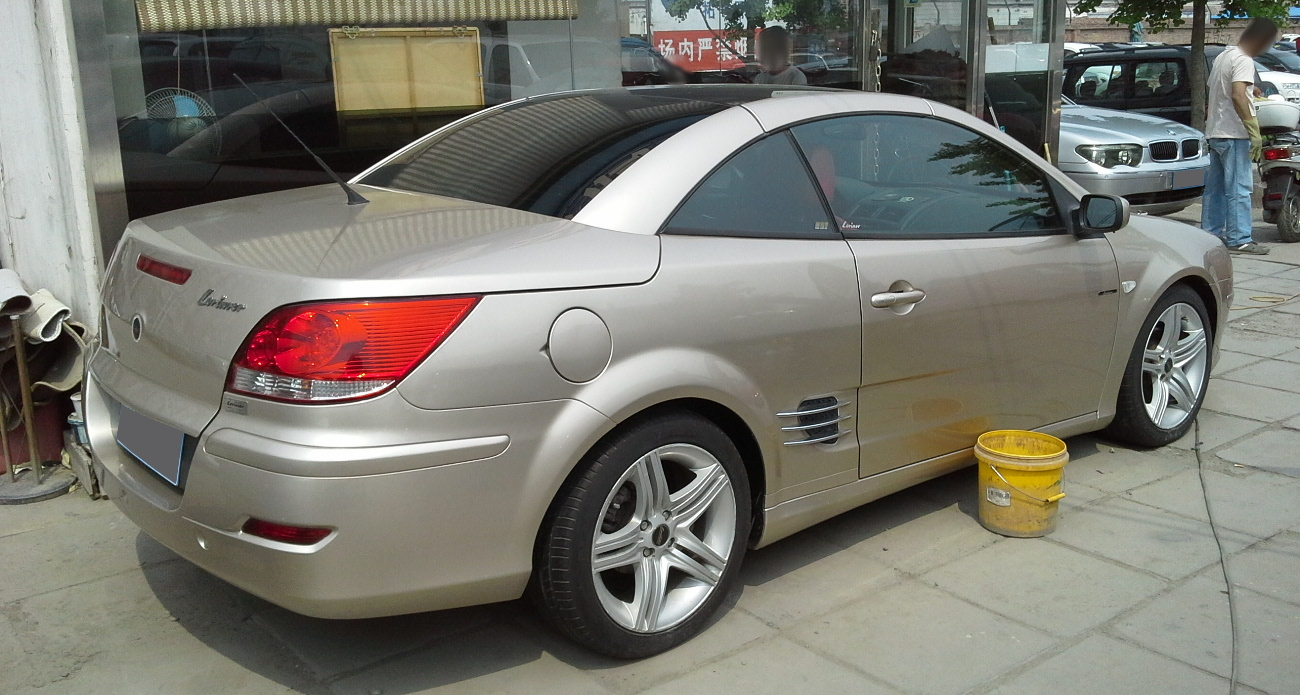
BYD S8의 후방

차량에는 강철 지붕이 있으며 디자인은 컨셉트형으로 유사한 르노 메가네 CC와 후면의 유사점을 공유하며 전면은 메르세데스-벤츠 CLK를 연상시킨다.
BYD S8은 전륜구동이며 4기통 2.0리터 엔진으로 구동되며, 주로 중국에서 판매되었다.

## 판매
2009년에는 96대가 판매되었으며 2010 회계 연도에는 7대만 판매되었으며, 현재는 생산이 중단되었다.